# Niels Huysegoms
Niels Huysegoms (11 april 1993) is een Belgisch voormalig volleyballer.

## Levensloop
Huysegoms groeide op in Kortenberg, alwaar hij actief werd in de lokale volleybalclub. Vervolgens was hij actief bij Lizards Lubbeek Leuven, alvorens hij zijn studies aan de Topsportschool Vilvoorde aanvatte. Hierop aansluitend ging hij aan de slag bij JTV Berlare-Zele en vervolgens Volley Haasrode Leuven. In 2016 maakte hij de overstap naar Topvolley Antwerpen, maar keerde na een seizoen terug. Sinds 2019 komt hij uit voor Axis Guibertin.
Daarnaast was hij actief bij het Belgisch volleybalteam. Met de Red Dragons nam hij onder meer deel aan het Europese Spelen van 2015.